# 开放民主网
开放民主网是一家总部位于英国的政治网站，于2001年5月作为一个“试点”项目由安东尼·巴尼特（Anthony Barnett）、大卫·海斯（David Hayes）、苏珊·理查兹（Susan Richards）以及保罗·希尔德（Paul Hilder）等人共同创办。该网站的口号是“自由思考、纵论世界”（free thinking for the world）。
开放民主网声称通过对社会和政治问题的报道和分析以寻求在全世界范围内“挑战权力和鼓励民主辩论”（challenge power and encourage democratic debate）。该网站每年吸引了约800万次点击，网站的创始人曾参与过知名媒体和政治活动。该网站得到了查尔斯·斯图尔特·莫特基金会（Charles Stewart Mott Foundation）和开放社会基金会、美国国家民主基金会、福特基金会和约瑟夫·罗恩特里慈善信托基金会（Joseph Rowntree Charitable Trust）等其他组织的资助。